# Studebaker US6
De Studebaker US6 was een Amerikaanse middelzware militaire vrachtwagen met een laadvermogen van 2,5 ton. General Motors was een belangrijke producent van vergelijkbare vrachtwagen, de GMC CCKW, maar het leger had er meer nodig. Dit type vrachtwagens kreeg de bijnaam Deuce and a Half waarvan er in totaal ongeveer 800.000 exemplaren zijn gebouwd. Van juni 1941 tot augustus 1945 produceerde Studebaker 198.000 eenheden van de US6.

## Beschrijving
Op verzoek van het Amerikaanse leger begon Studebaker in februari 1941 met de ontwikkeling van een vrachtwagen met een laadvermogen van 2,5 ton. Om de productie te bespoedigen werd er gebruikgemaakt van het ontwerp van de GMC CCKW. De Studebaker US6 kreeg ook dezelfde versnellingsbak, reductiebak en assen als de GMC versie. Een benzinemotor van Hercules Motors Corporation type JXD, met zes cilinders en een cilinderinhoud van 5,2 liter werd gebruikt.

## Uitvoeringen
Er bestaan 13 uitvoeringen van het voertuig, met de type aanduiding U1 tot en met U13. Het onderscheid wordt onder andere gemaakt door de:
- wielbasis; versies met een lange wielbasis van 162 inch (4.115mm) en met een korte wielbasis van 148 inch (3.759mm). De versies met een korte wielbasis werden vooral gebruikt als artillerietrekker;
- lier; uitvoeringen met en zonder lier.

De bestuurderscabine was veelal gesloten van metaal of open, eventueel af te dekken met een canvas zeil. In december 1942 werd de open cabine geïntroduceerd. De Sovjet-Unie kreeg grote hoeveelheden van dit voertuig geleverd en zij gaven de voorkeur aan de gesloten cabine. In maart 1943 werd de productie met de gesloten cabine weer opgestart.
Naast de standaard vrachtwagens, waren er ook uitvoeringen als:
- kiepwagen;
- brandstoftanker (met een capaciteit van 750 gallons);
- compressorwagen voor de genie eenheden en
- trekker.

Alle voertuigen hadden aandrijving op alle wielen (6x6), met uitzondering van de typen U6, U7 en U8. Deze voertuigen hadden alleen aandrijving op de achterwielen omdat ze niet bestemd waren voor gebruik in moeilijk terrein. Het laadvermogen werd bepaald op 5 ton; voor de 6x6 versies was het toegestane maximale laadvermogen 5 ton op de weg en 2,5 ton in het terrein. Van de totale productie waren er circa 90.000 van de 6x4 versie.
Zelfs de extra productie van Studebaker was niet voldoende om in de behoefte te voorzien. Een andere autofabrikant, Reo Motors, werd ook gevraagd de vrachtwagen te produceren. Reo Motors produceerde 22.200 vrachtwagens van het type U3, de versie met een lange wielbasis zonder lier.

## Gebruik

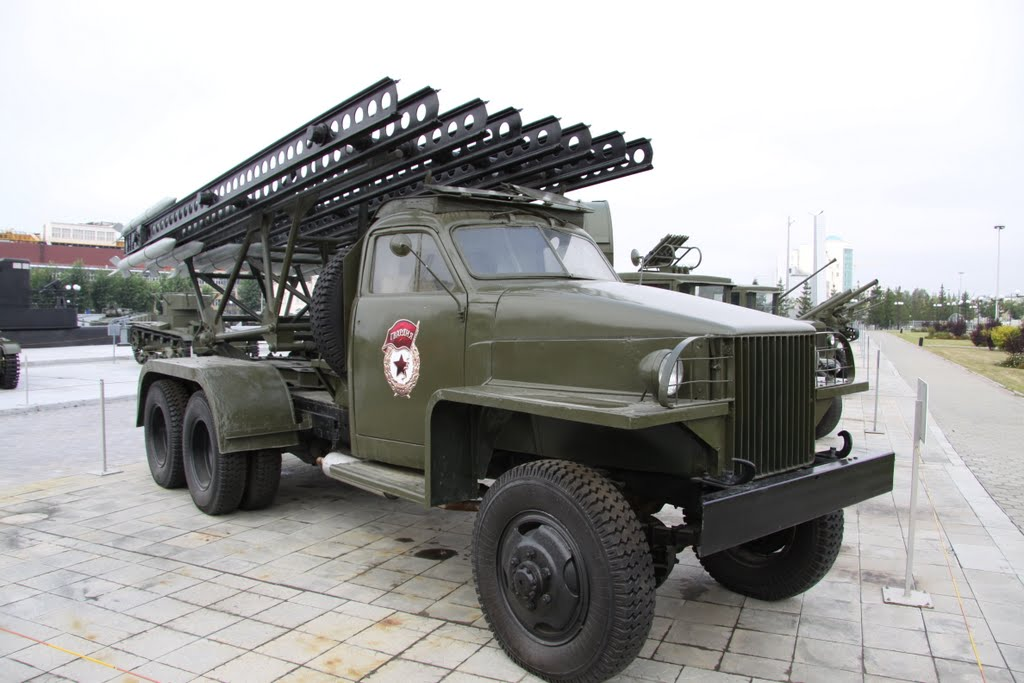
Katjoesja raket op een Studebaker vrachtwagen

De Studebaker US6 is in grote aantallen geleverd aan geallieerde partners onder de bepalingen van de Amerikaanse Leen- en Pachtwet. Ongeveer de helft van alle voertuigen zijn geleverd aan de Sovjet-Unie, maar ook aan het Britse en Australische leger. Weinig exemplaren zijn door het Amerikaanse leger zelf gebruikt en het voertuig is vooral naar strijdtonelen buiten Europa gestuurd.
Het Russische leger gebruikte de vrachtwagen ook als lanceerplatform voor de Katjoesja raket. Ongeveer 10.000 US6 vrachtwagens zijn hiervoor omgebouwd. Op het laadgedeelte kwam de afvuurinstallatie en de cabine werd verstevigd ter bescherming tegen de uitstoot van de raketmotoren bij de lancering.